# 김정태 (1952년)
김정태(1952년 2월 11일 ~ )은 대한민국의 금융인이다. 
부산광역시 출신으로 경남고등학교를 거쳐 성균관대학교 행정학과에 진학했다.

## 경력
- 2000.03 ~ 2001.03 : 하나은행 가계영업점총괄담당 본부장
- 2001.03 ~ 2002.12 : 하나은행 가계고객사업본부 부행장보
- 2002.12 ~ 2003.12 : 하나은행 영남사업본부장 부행장
- 2003.12 ~ 2005.12 : 하나은행 가계고객사업본부장 부행장
- 2005.12 ~ 2006.11 : 하나금융지주 부사장
- 2006.11 ~ 2008.02 : 하나대투증권 대표이사 사장
- 2008.03 ~ 2012.03 : 하나은행 은행장
- 2012.03 ~ 2022.03 : 하나금융그룹 대표이사 회장
- 2020.01 ~ 2021.1: 대전 하나 시티즌 구단주